# 索頓斯托爾山
86°53′S 154°18′W / 86.883°S 154.300°W
索頓斯托爾山（英語：Mount Saltonstall），是一座南極洲的山峰，位於阿蒙森海岸，處於英尼斯-泰勒山以南1.9公里的地方，屬於毛德王后山脈的一部分，海拔高度2,975米，于1934年12月由美國探險隊發現，現時由南極條約體系管理。